# ТЕС Джабабека
6°17′27″ пд. ш. 107°7′17″ сх. д. / 6.29083° пд. ш. 107.12139° сх. д.
ТЕС Джабабека – теплова електростанція на заході індонезійського острова Ява. 
В 1993 та 1996 роках на майданчику станції стали до ладу дві та чотири встановлені на роботу у відкритому циклі газові турбіни потужністю по 30 МВт. В 1998-му їх доповнили відповідною кількістю котлів-утилізаторів і та двома паровими турбінами потужністю по 60 МВт, що дозволило утворити два парогазові блока комбінованого циклу по 150 МВт.  
В 2006 та 2009 роках майданчик доповнили двома встановленими на роботу у відкритому циклі газовими турбінами по 109 МВт, а у 2011-му створили на їх основі парогазовий блок комбінованого циклу потужністю 346 МВт, для чого додали два котла-утилізатора та одну парову турбіну з показником у 128 МВт.
В 2012-му на ТЕС ввели в експлуатацію встановлену на роботу у відкритому циклі газову турбіну потужністю 109 МВт.
Станція використовує природний газ, постачання якого відбувається через Західнояванський газопровід.
Видача продукції відбувається по ЛЕП, розрахованій на роботу під напругою 150 кВ.